# Naziskin

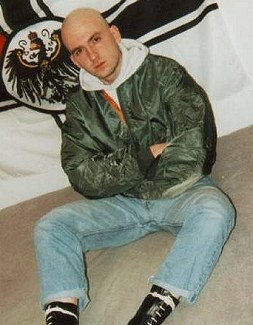
Skin neonazista tedesco nel 2005

Con il termine naziskin si indicano gli skinhead di ideologia neonazista, che si caratterizzano per l'uso della simbologia nazista e il ricorso a metodi violenti e intimidatori, in particolare verso le minoranze etniche e religiose, gli omosessuali e i tossicodipendenti.
I naziskin sono indubbiamente la componente skinhead più organizzata e più conosciuta al mondo, che si distingue per la sua potente e rigida organizzazione. Gruppi naziskin esistono quasi ovunque ma la frangia più attiva del movimento è quella statunitense, che si riunisce nella Confederate Hammerskins (diffusa anche in Europa), mentre molto attivi sono anche gli aderenti alla britannica Blood & Honour; entrambe le associazioni sono legate a movimenti e partiti politici di estrema destra.
Spesso i naziskin utilizzano la denominazione di skinhead 88 o skin88, in cui i due numeri 8 indicano la doppia H (in quanto ottava lettera dell'alfabeto latino), ovvero il saluto nazista Heil Hitler.
Poiché accusati di razzismo, spesso non vengono considerati parte integrante del movimento skinhead dagli SHARP e dai RASH. Questi ultimi, e anche gran parte dei punk, indicano invece dispregiativamente i naziskin come bonehead, che in inglese significa letteralmente "testa d'osso", traducibile in italiano come "teste vuote".

## Storia
Questa corrente è una divisione della sottocultura skinhead nata in Inghilterra verso la fine degli anni sessanta in seguito alla propaganda operata all'interno della cultura skin ai concerti Oi!/Street punk e allo stadio da parte dei partiti dell'estrema destra britannica (vanno citati soprattutto a tal proposito il National Front e il British National Party). Assunse la forma di movimento giovanile fondato sul primato della razza bianca, l'antisemitismo e il richiamo ai regimi nazionalsocialisti. Il più celebre gruppo musicale skinhead furono gli inglesi Skrewdriver guidati dal leader della scena Skin88 mondiale Ian Stuart Donaldson. Egli avviò il circuito politico-musicale mondiale neonazista WPR (White Power Rock), che crebbe in Europa e mise le proprie radici anche negli Stati Uniti.
Del primo movimento skinhead, l'attitudine razzista dei successivi naziskin venne incarnata dagli skinhead che già all'epoca praticavano il cosiddetto paki bashing, ovvero "pestaggio di pakistani". Molti skins temevano che l'afflusso di stranieri, soprattutto pakistani ed asiatici, stesse danneggiando le loro prospettive di lavoro e i valori tradizionali. Era quindi una sintesi di conservatorismo estremista e di razzismo ideologico, anche legati a pensieri patriottici.

## Abbigliamento e stile
Lo stile naziskin si caratterizza per le tipiche teste rasate a zero, l'utilizzo del bomber, spesso di colore nero, jeans stretti o pantaloni mimetici, stivali militari e di decorazioni derivanti dalla tradizione celtica o in linea con il loro pensiero politico.

## In Italia

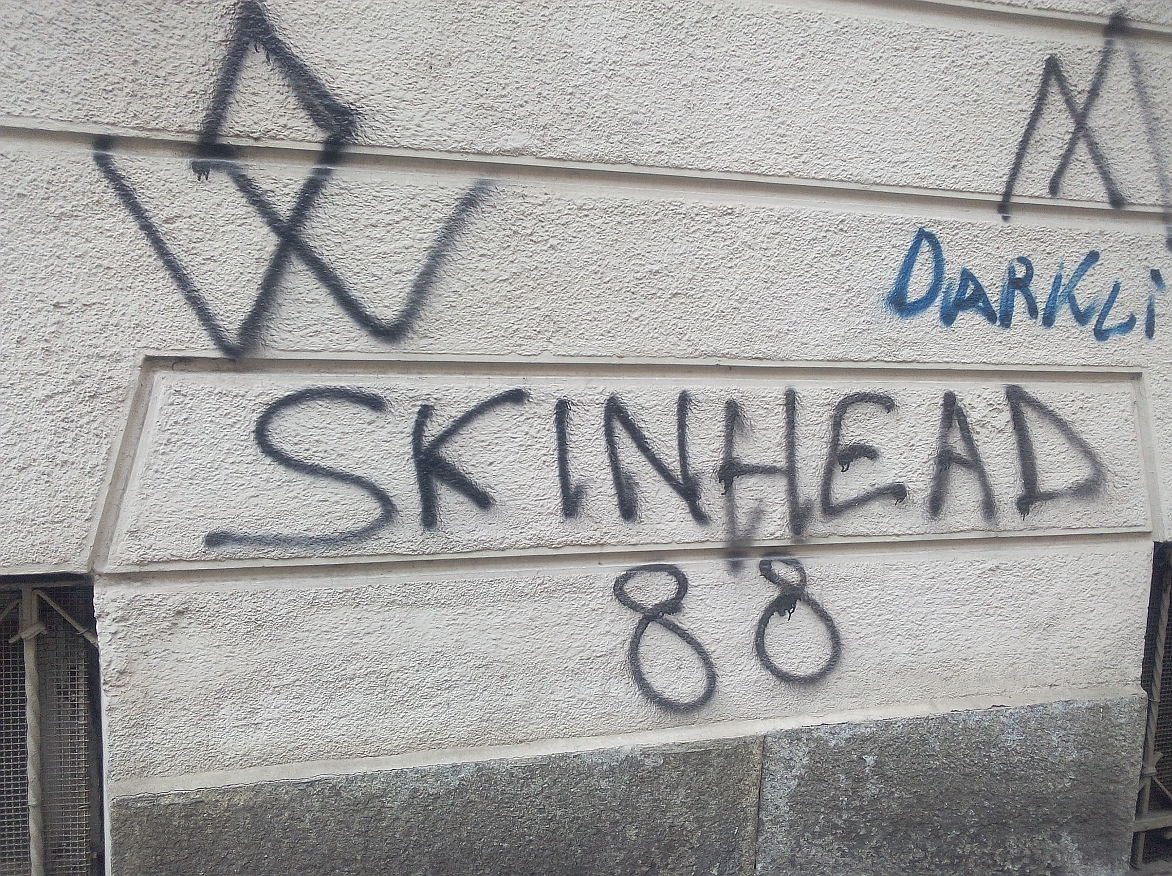
Skinhead 88, graffito a Torino (2017)

I centri più attivi sono in Veneto, Lombardia (Milano), Piemonte (Torino) e nel Lazio. La prima e più strutturata organizzazione italiana di naziskin è il Veneto Fronte Skinhead (di matrice musicale) che si legò con la scena White Power Rock britannica. Nell'area milanese venne fondata l'associazione di skinhead di estrema destra conosciuta come Azione Skinhead. Anche la realtà naziskin romana tra cui SPQR Skins si raccordò con la scena WPR internazionale nei diversi gruppi ultras laziali. Nel 1990 nacque l'associazione Skinhead d'Italia, composta da Azione Skinhead e Veneto Fronte Skinhead. Per quanto riguarda l'organizzazione internazionale Blood & Honour, la prima realtà ad essa collegata, operante nel Trentino-Alto Adige, viene smantellata dalla Questura di Bolzano nel febbraio del 2001. La prima sede di Blood & Honour viene aperta a Roma nel 2011. Collaborano con Blood & Honour alcune organizzazioni di estrema destra italiane, come Veneto Fronte Skinheads e Casapound. E molto presente anche a Varese dove il gruppo ultras fondato nel 1998 e a capo della tifoseria varesotta, storicamente di estrema destra, si chiama Blood & Honour. Sempre a Varese è presente la Do.Ra. Comunità Militante dei Dodici Raggi, comunità naziskin. Negli anni duemilaedieci è nata un'altra associazione nota come Lealtà Azione, legata al circuito internazionale degli Hammerskin e molto presente nel nord Italia in particolar modo a Milano.

## Simboli

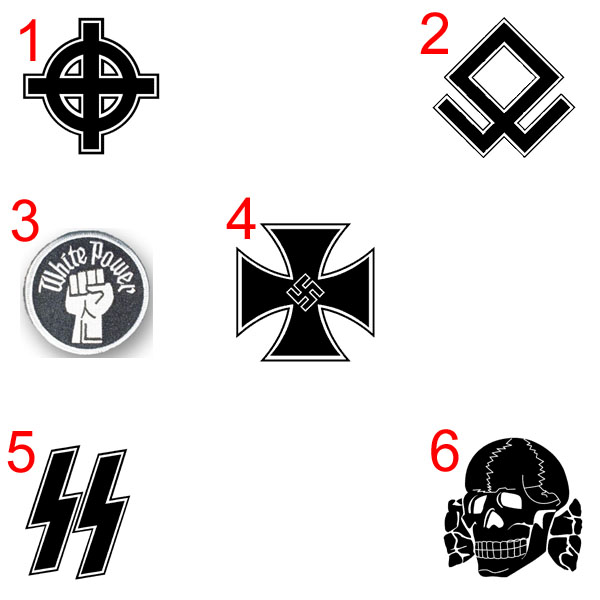

1. Versione stilizzata della Croce celtica
2. Lettera "ᛟ" (Odal) dell'alfabeto runico
3. Pugno bianco (White Power)
4. Croce di ferro con la Svastica
5. SS
6. Totenkopf

## Politica
Gran parte dei naziskin si rifà principalmente ad un misto di ideologie fasciste e naziste con contenuti razzisti. Il razzismo propugnato si basa sulla credenza, adottata particolarmente dalla Germania nazista e successivamente dall'Italia fascista (dopo la promulgazione delle cosiddette "leggi razziali"), che biologicamente esistano delle razze umane dai tratti distinguibili oggettivamente e scientificamente ("razzismo biologico"). Questo razzismo è in contrasto con quello "spirituale" ideato dal filosofo Julius Evola, il quale è diventato maggioritario nei movimenti di estrema destra italiani dopo la Seconda guerra mondiale. I naziskin si rifanno solitamente all'ideologia "biologica" del razzismo.